# 캐치 더 고블린
캐치 더 고블린(Catch the goblin)은 대한민국의 래퍼 그룹이다.

## 멤버

### 활동 멤버
- J.Min (Vocal.Producer)
- Todd (Vocal)
- Shiren (Producer) - 2014년 재 결합

## 발표한 음반

### 정규 음반
- 1집 Let`s go (with CTGse) (2007년 11월 20일) - 첫 번째 정규 음반, 타이틀 곡인 <Let's go>와 <지구를 떠나보자> 등 총 7 곡이 수록되었다.
  - 1. Intro - Skit
  - 2. Let`s Go
  - 3. Muzik.. 너의 손을 절대 놓지않아 [Feat 승구리.찬우]
  - 4. Ma Friend (Feat. 낙천
  - 5. 익숙해진다는 것
  - 6. Skit (CTG 홈쇼핑 `지구를 떠나보자)
  - 7. 지구를 떠나보자(Release 트랙)

- 2집 Let`s go part.2 (with Catch the goblin) (EP) (2008년 10월 23일) - 두 번째 정규 음반, 타이틀 곡인 <행복상담센터 (Feat. 랑쇼, 월영)>와 <CTG 뮤직 Is 저스트 Music> 등 총 5곡이 수록되었다.
  - 1. Let`s go pt.2
  - 2. 행복상담센터 (Feat. 랑쇼, 월영)
  - 3. CTG 뮤직 Is 저스트 Music (feat. Fuuryeye)
  - 4. 힘겨운 인생 (Caramel Piano ver.)
  - 5. 힘겨운 인생 (Shiren Remix) (feat. 찬우)

### 싱글 음반
- 1집 사랑버티기 (Digital Single) (with Catch The Rangshow) (2010년 11월 11일)
  - 1 사랑버티기(부제:사귄지 170일째, 이제 난 한계인지도 몰라)